# Alex Strangelove
Alex Strangelove – amerykański komediodramat z 2018 roku. Reżyserem i autorem scenariusza jest Craig Johnson.
Światowa premiera filmu odbywała się 14 kwietnia 2018 roku podczas Międzynarodowego Festiwalu Filmowego w San Francisco. 8 czerwca 2018 film został wydany na platformie Netflix.

## Opis fabuły
Alex Truelove jest przewodniczącym liceum, ma wielu przyjaciół w tym Claire, razem z nią tworzy szkolny projekt wideo, w którym porównują życie uczniów szkoły do życia dzikich zwierząt, chodzą również na szkolne bale... jako przyjaciele. Wszystko zmienia się, kiedy Alex przychodzi do Claire, która informuje go, że jej matka zachorowała na raka. Podczas tego wieczoru dochodzi do ich pierwszego pocałunku. Wkrótce po tym, by przeżyć swój pierwszy raz, rezerwują pokój w hotelu. Wcześniej jednak idą na imprezę, na której Alex poznaje Elliotta, który jest gejem i w którym bardzo szybko się zakochuje. Podczas pobytu w hotelu między Alexem a Claire dochodzi do kłótni i para się rozstaje.

## Obsada
- Daniel Doheny jako Alex Truelove
- Antonio Marziale jako Elliott
- Madeline Weinstein jako Claire
- Daniel Zolghadri jako Dell
- Nik Dodani jako Blake
- Fred Hechinger jako Josh
- Annie Q. jako Sophie Hicks
- Ayden Mayeri jako Hilary
- Kathryn Erbe jako Helen
- Joanna P. Adler jako Holly Truelove
- William Ragsdale jako Ron Truelove
- Isabella Amara jako Gretchen
- Sophie Faulkenberry jako Sierra
- Dante Costabile jako Dakota

i inni